# Музей Коррер
Музей Коррер або Міський музей Коррер (італ. Museo Correr) — музейний заклад міста Венеція.

## Історія створення

### Патріот Теодоро Коррер
Він належав до давньої венеційської аристократичної родини, з якої походили генерали, голови магістрату, кардинали  Антоній і Григорій Коррер і папа римський Григорій XII.
Теодоро Коррер (1750–1830) носив ім'я одного з покровителів Венеції і сам став покровителем і рятівником мистецтва Венеції. Коли Венецію захопили війська Наполеона Бонапарта, державний діяч Теодоро Коррер зробив усе можливе, щоб запобігти грабіжницькому вивозу витворів мистецтва з Венеції в Париж. Він брав під свою опіку приватні збірки, скарби венеційських церков і монастирів, купував і обмінював речі задля збереження найбільш коштовного. Не все вдалося, але Венеція завдячує йому багатьма врятованими творами, яких, без рятівних дій Теодоро, лишилося б набагато менше.

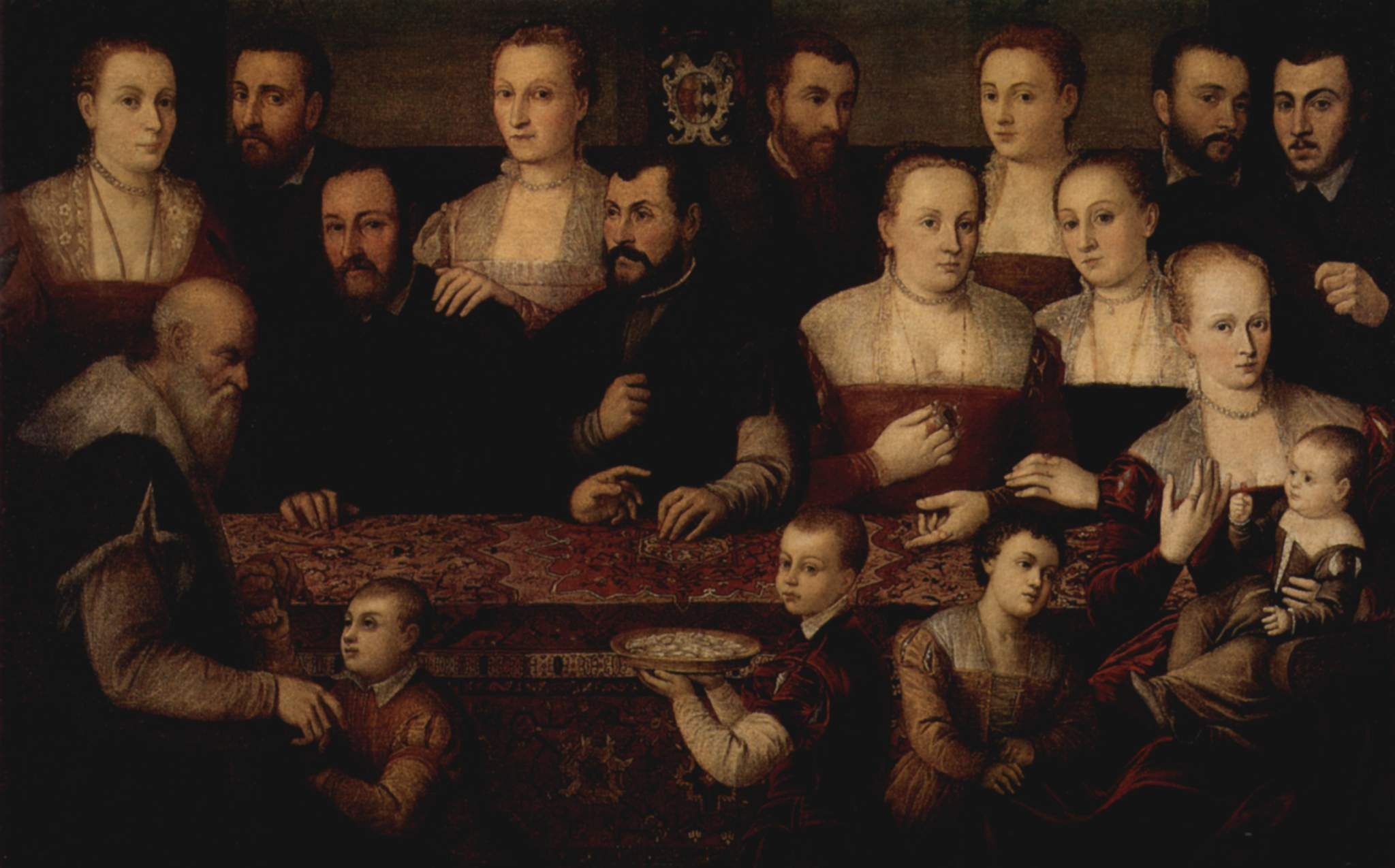
Худ. Чезаре Вечеллі. Венеційська родина біля перського килиму. 1560 рік.

### Формування колекцій
Після смерті Теодоро Коррер, його колекцію по заповіту отримав муніципалітет Венеції. Збірку описав Вінченцо Лазарі і склав її перший реєстр. Вже тоді, у 1830 р., вона була колекцією мистецьких скарбів. Вона складалася як з картин, так і предметів декоративно-ужиткового мистецтва, де були моделі кораблів-вітрильників, вироби венеційського скла, скульптура різних майстрів, колекція коштовних східних і європейських тканин, порцеляна, антикварні меблі, бібліотека, манускрипти, гравюра, малюнок венеційських майстрів, і, звичайно ж, живопис.
У 1836 р. венеційський магістрат відкрив музей Коррер. але формування колекцій продовжилось. Його доповнили дарунки і передачі картин і фресок з інших венеційських церков і монастирів, театральні старожитності, меблі, малюнки, зразки стародавньої зброї, монети, медалі і печатки, бібліотека колишнього монастиря театинців.

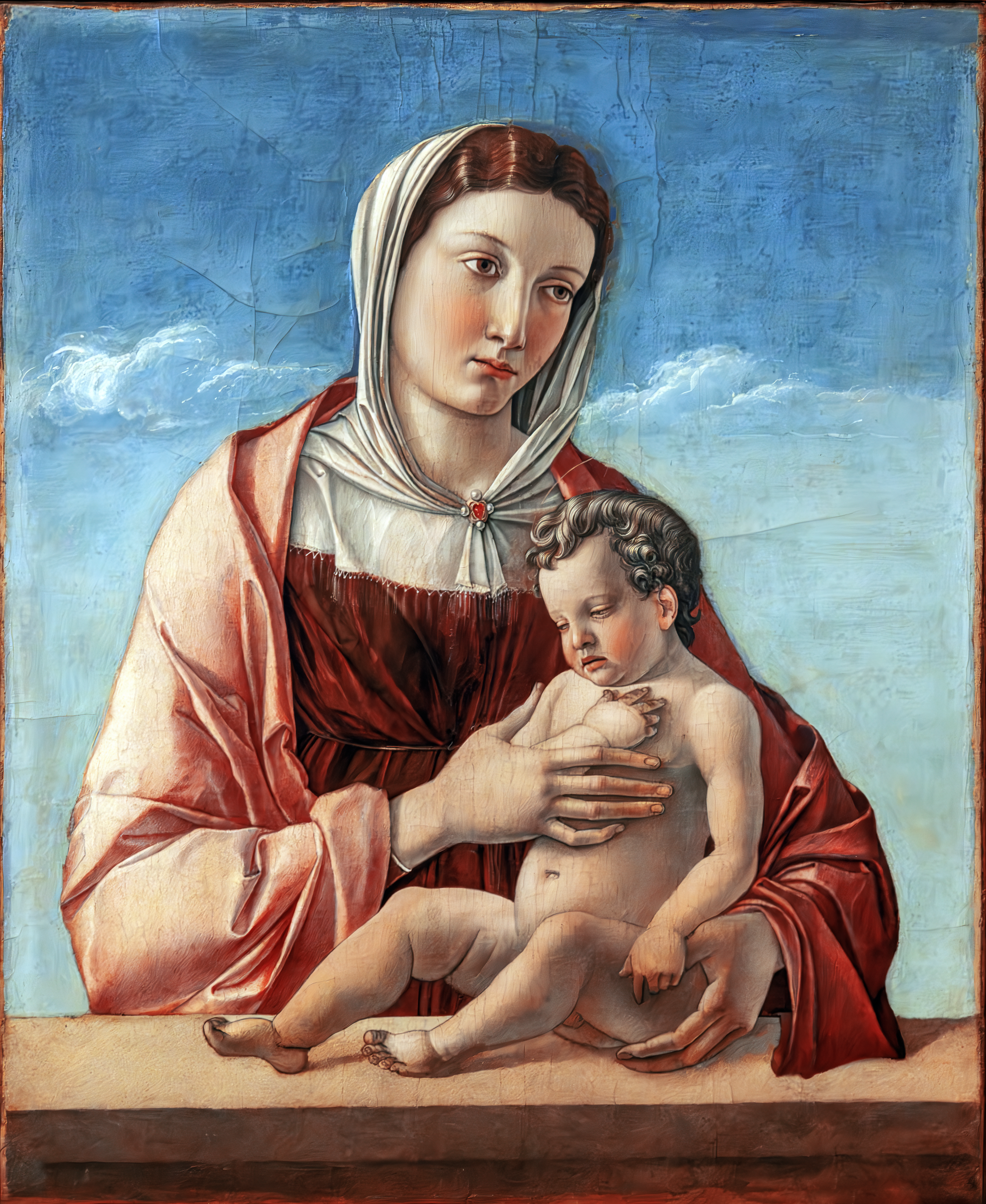
Джованні Белліні, Мадонна з немовлям, 1470–1475
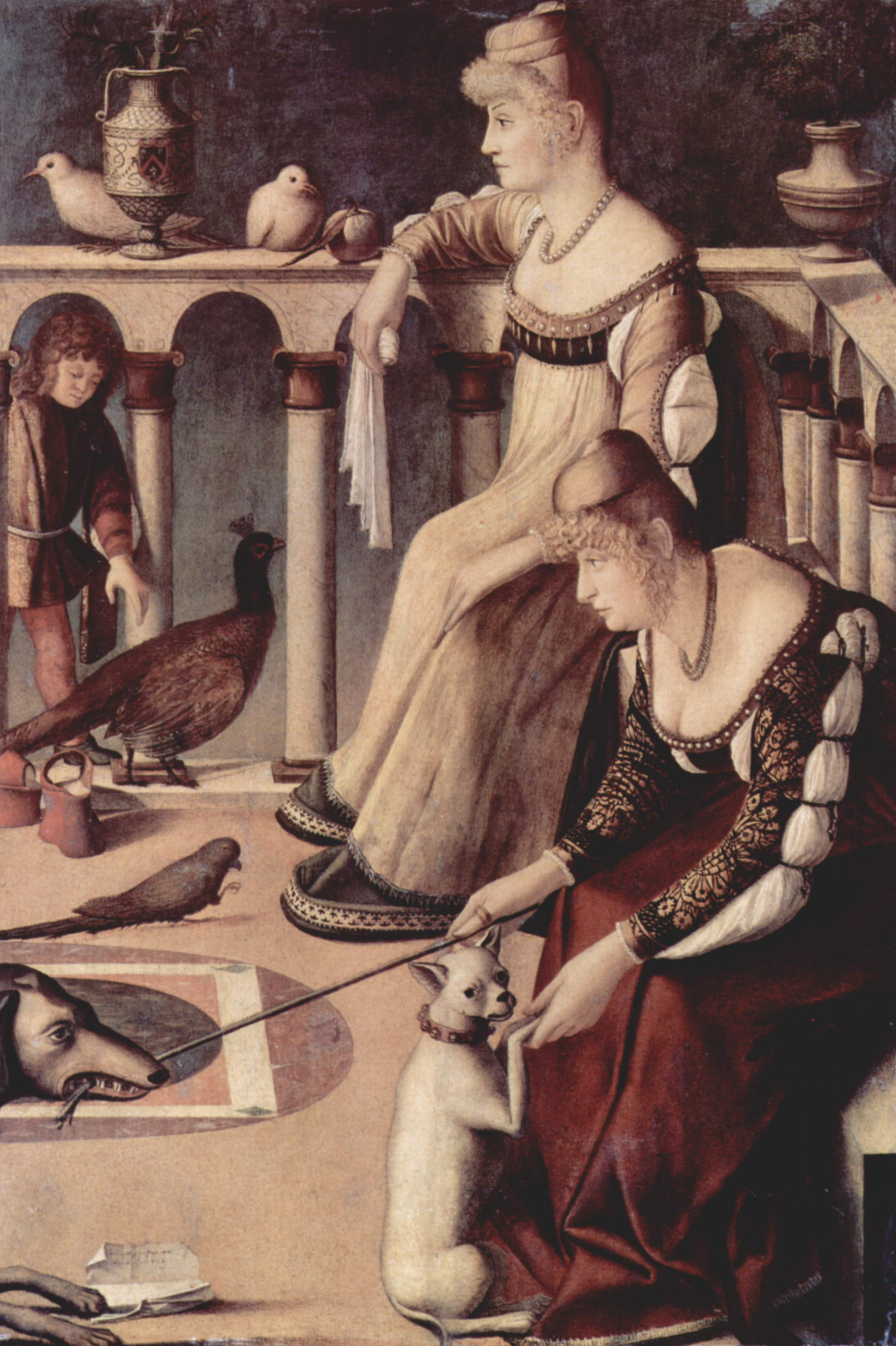
Вітторе Карпаччо, Дві нудьгуючі венціанки, 1490
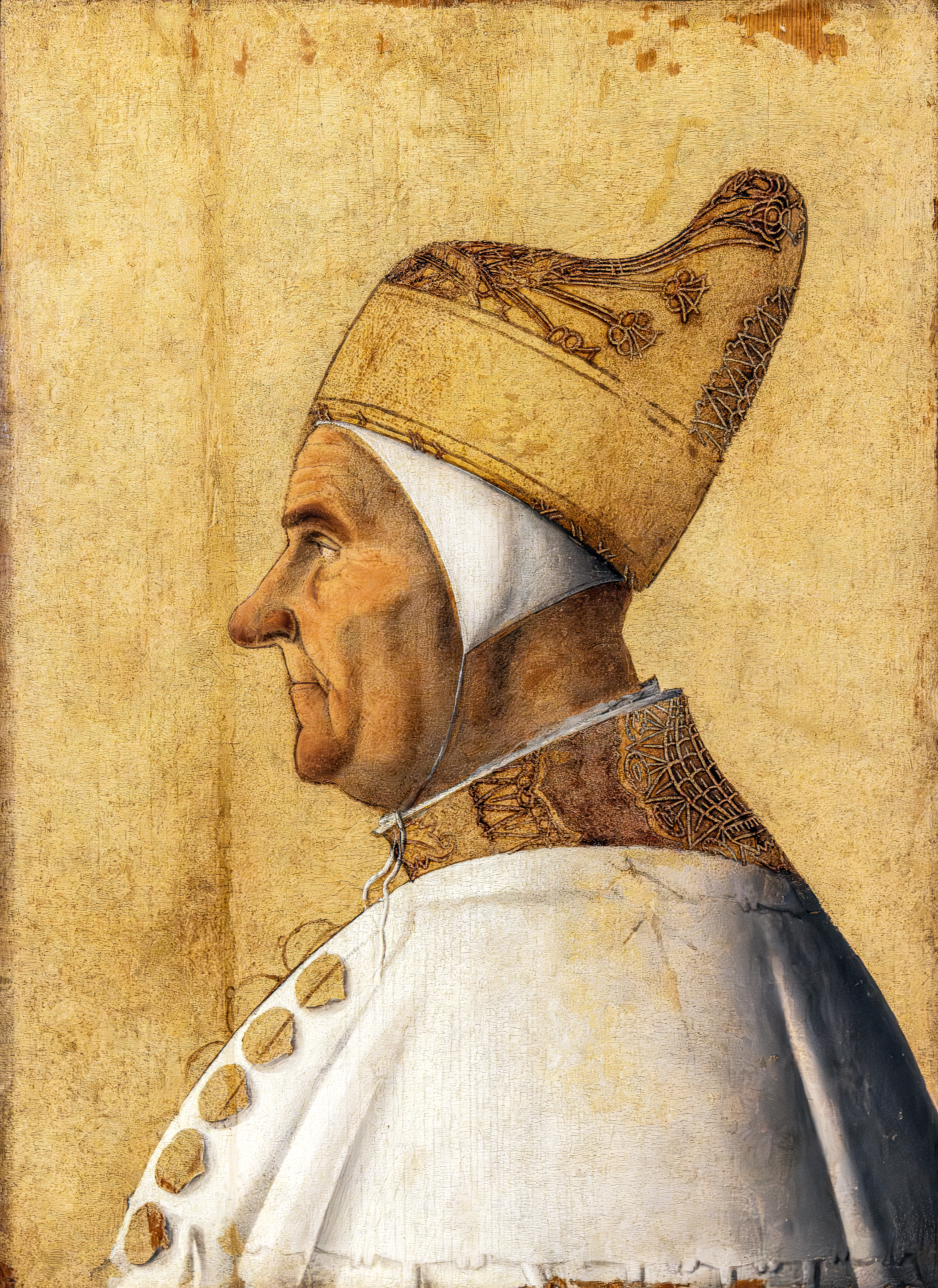
Джентілє Белліні, портрет дожа Джованні Моченіго, 1480

### Філії музею Коррер
Вже в XIX столітті музей потребував розширення для своїх різноманітних збірок і виставок. Міська комуна Венеції йшла на зустріч вимогам музею, розуміючи користь місту і музею від туризму. Ще в 19 ст. муніципалітет придбав будівлю Фондако-дей-Туркі на Гранд-каналі, яке передав музею у 1880 році.
У 1922 році місто отримало у власність будівлю Нових прокурацій. Там розмістили живолис, запасники. В палаццо Реццоніко перевели матеріали по XVIII століттю.
З 1953 році Будинок драматурга Гольдоні перетворили на театральний музей у складі музею Коррер. А на осторові Мурано створили музей скла (Венеція).
До складу музею входить і Музей Рісорджименто — історичні документи Венеції від року зникнення республіки до об'єднання Італії в єдину державу в XIX ст. Все це філії музею Коррер.

Театральна декорація до опери «Лючія де Лямермур»
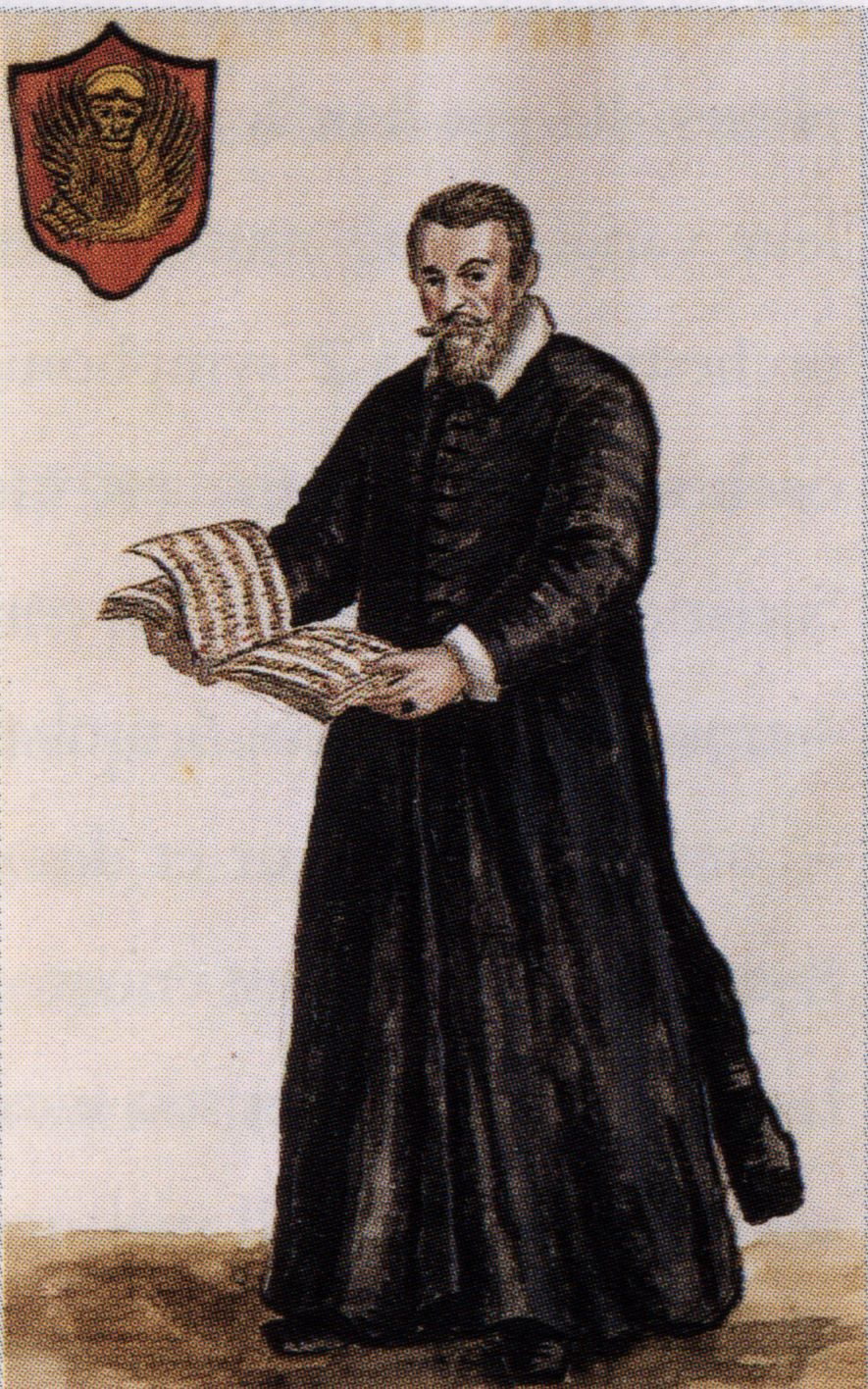
Композитор Клаудіо Монтеверді
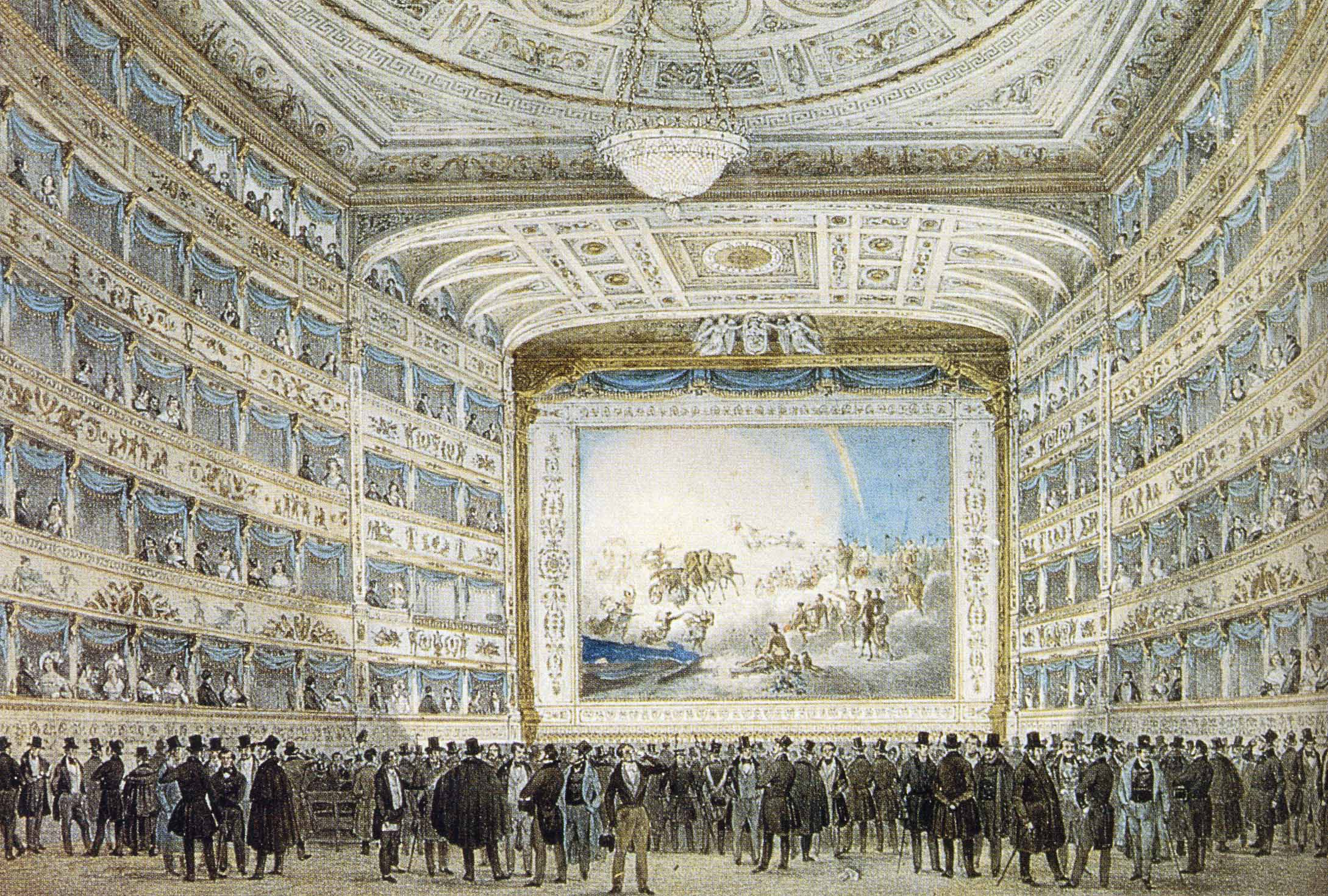
Зала театру Ла Феніче в Венеції, 1837 рік.

### Експозиції

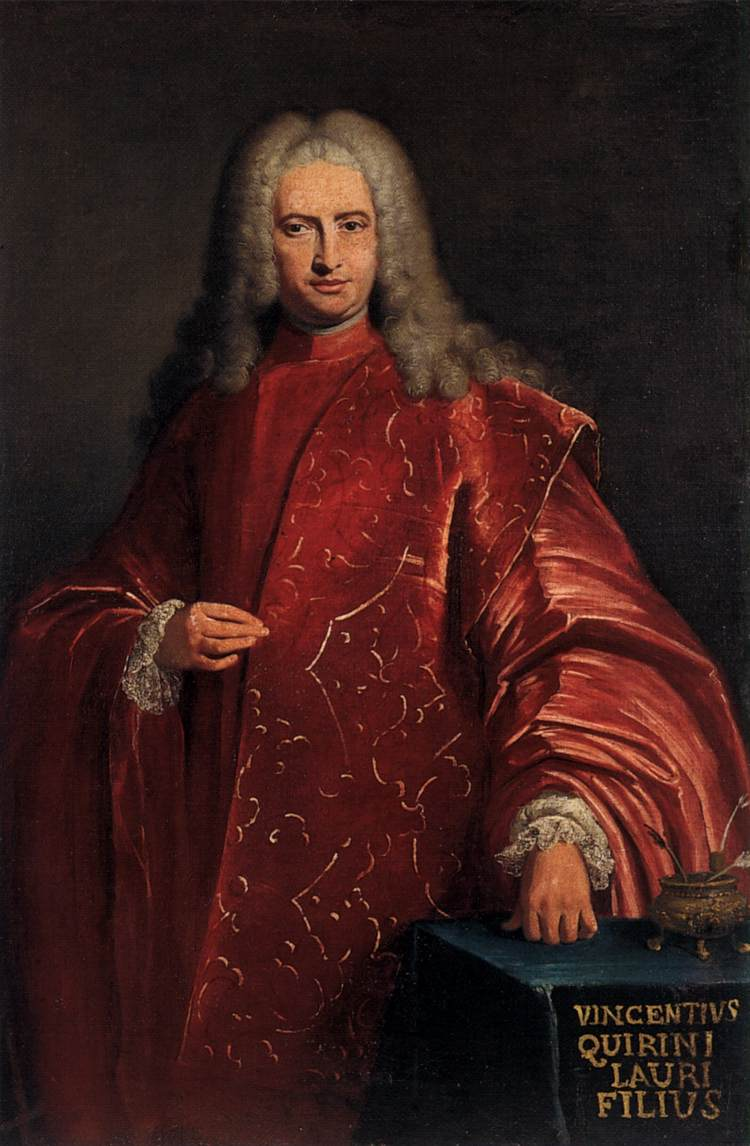
Худ. Бартоломео Назарі. «Портрет Вінчєнцо Кверіні»

Визначних творів мистецтва не так багато. Частина їх давно покинула межі Венеції. Частина шедеврів передана Галереї художньої Академії, бо вони потрібні для навчального процесу. Тому в музеї Коррер нема, наприклад, картин Джорджоне чи Франческо Гварді.  В збірці переважають портрети, ведута XVIII століття, релігійні образа.
Але прихильників історії і мистецтва задовольнять багаті колекції театральних старожитностей, декоративно-ужиткового мистецтва тощо. Свої невеликі перваги має й картинна галерея в палаці Реццоніко чи в Нових прокураціях, де зберігаються картини Антонелло да Мессіна, Козімо Тура, Джованні Белліні, Вітторе Карпаччо, Алессандро Варотарі, Лоренцо Венеціано, Бартоломео Віваріні, Альвізе Віваріні, а також скульптура XIV-XV століть і фрески.